# L.B. Meaders (schip, 1967)
De L.B. Meaders was een pijpenlegger en kraanponton dat in 1967 werd gebouwd bij Mitsui Engineering & Shipbuilding in Tamano voor Brown & Root. Het was een zusterschip van de Hugh W. Gordon.
Voor het Viking Transportation System, de pijpleiding van het Viking-veld van Conoco naar de Viking Gas Terminal bij Mablethorpe, werd in 1971 aan boord van de L.B. Meaders voor het eerst gebruik gemaakt van semi-automatisch lassen, wat een hogere snelheid en constantere kwaliteit betekende.
In 1973 kreeg het schip bij de RDM een kraan van 250 shortton die bij dezelfde werf al in 1975 werd vervangen door een 800 tons Clyde die 1100 shortton vast kon hijsen. Op 28 augustus 1973 kwam er op de Noordzee een duiker van Taylor Diving om, Paul Havlena.
De L.B. Meaders voerde met de E.T.P.M. 1601 in Loch Fyne in april 1976 een tandemhijs van 1870 ton uit voor een module op de betonnen Sea Tank TP1 voor het Frigg-veld die te groot was om als enkele hijs uitgevoerd te worden.
In 1977 ging Brown & Root in Mexico een joint-venture aan met Grupo Consorcio de Fabricaciones y Construcciones (Grupo CFC) van Félix Cantú Ayala en vormde zo Corporacion de Construcciones de Campeche (CCC) waarin de L.B. Meaders werd ondergebracht.

## Ixtoc I
In 1979-80 was de L.B. Meaders betrokken bij de pogingen om de olieramp bij Ixtoc I, de grootste tot dan toe, onder controle te brengen. Tijdens een van de afdichtingspogingen kwam een van de duikers van Taylor Diving, Alan Andersen, op 15 augustus 1979 om het leven tijdens een duik.
In 1990 nam OPI onder meer 23 schepen en andere belangen van Brown & Root over, waaronder het belang van 49% in CCC. In 1995 werd OPI overgenomen door McDermott die daarmee ook het belang in CCC overnam.

## Ramp
In 1995 voltrok zich een scheepsramp toen orkaan Roxanne de Baai van Campeche introk. Op 10 oktober werden de duikwerkzaamheden opgeschort toen Roxanne over Yucatan trok. De duikers werden in decompressie gebracht en het ponton werd van locatie gesleept om de storm uit te rijden. De dag daarop werd een nooddecompressie ingezet, wat op 12 oktober voltooid was. Op 14 oktober veranderde Roxanne van richting, nu naar de DLB 269 toe. De dag daarop werd het weer zo slecht en de zeegang zo hoog dat de sleepdraden van beide sleepboten, de Captain John en de North Carolina, braken. Pogingen om opnieuw vast te maken faalden en daarop liet men enkele ankers vallen om de boeg in de wind en zee te houden. Ook dit mislukte, waarop het achterschip in de zee kwam te liggen en daar water maakte. Op 15 oktober zonk de DLB 269 en van de 245 man aan boord verloren daarbij 8 het leven.
In juni 1996 werd het schip door Smit gelicht met de Takheave 31 en de Taklift 8, met ondersteuning van de Smit-Atley-J en Smit Hunter en 40 zeemijl verderop in dieper water weer afgezonken.